# Polyrock
Polyrock byla americká hudební skupina. Založena byla v roce 1979 v New Yorku. Jejími členy byli zpěvák a kytarista Billy Robertson (dříve člen skupiny Model Citizens), zpěvačka Catherine Oblasney, kytarista Tommy Robertson, bubeník Joseph Yannece, klávesista Lenny Aaron a hráč na syntezátory Curt Cosentino. Své první album nazvané Polyrock skupina vydala v roce 1980 u vydavatelství RCA Records a jeho producenty byli Kurt Munkacsi spolu s minimalistickým hudebním skladatelem Philipem Glassem. Skupina se rozpadla v roce 1982.